# Alois Forer
Alois Forer (* 19. Februar 1909 in Telfs; † 26. Oktober 2001 in Henndorf am Wallersee) war ein österreichischer Organist und Hochschullehrer.

## Leben und Wirken
Forer studierte zunächst am Konservatorium in Innsbruck und an der Universität Innsbruck und wechselte dann an die Musikhochschule Wien. Dort studierte er Orgel und Klavier bei Franz Schütz, Komposition bei Franz Schmidt und Joseph Marx sowie Musikpädagogik.
Als Orgelsolist konzertierte Forer gemeinsam mit bedeutenden Orchestern unter der Leitung von Dirigenten wie zum Beispiel Wilhelm Furtwängler, Eugen Jochum, Herbert von Karajan oder Arturo Toscanini und war zudem viele Jahre Organist der Hofburgkapelle in Wien, Organist der Wiener Philharmoniker, der Wiener Symphoniker und bei den Salzburger Festspielen. Sein künstlerisches Wirken wurde durch viele Rundfunk- und Schallplattenaufnahmen dokumentiert.
Von 1942 bis 1974 unterrichtete Forer als Professor für das Konzertfach Orgel an der Musikhochschule Wien sowie einige Zeit parallel dazu am Konservatorium der Stadt Wien und anschließend bis zu seiner Emeritierung im Jahr 1979 am Mozarteum in Salzburg. Viele seiner Schüler waren Preisträger von internationalen Wettbewerben oder lehrten später selbst an Konservatorien und Hochschulen. Bei ihm studierten zum Beispiel Nikolaus Fheodoroff, Hans Haselböck, Gottfried Holzer-Graf, Ingemar Melchersson, Heribert Metzger, Zvi Meniker, Florian Pagitsch, Rudolf Scholz, Johann Sonnleitner, Zsigmond Szathmáry, Herbert Tachezi und Elisabeth Ullmann.
Forer war Juror bei internationalen Orgelwettbewerben (zum Beispiel beim Grand Prix de Chartres) und Experte für Orgelneubauten und -restaurierungen. Anfang der 1970er Jahre gründete er das Institut für organologische Forschung und Dokumentation (IOE) der Musikhochschule Wien, das er leitete. Außerdem war er Herausgeber von Noteneditionen, darunter Orgelwerke von Josef Lechthaler und Franz Schmidt.

## Ehrungen
- 1977: Ernennung zum Hofrat
- Ehrenkreuz für Wissenschaft und Kunst
- Großes Ehrenzeichen für Verdienste um die Republik Österreich
- Ehrenmedaille der Bundeshauptstadt Wien in Gold
- 1989: Goldene Ehrenmedaille der Hochschule Mozarteum
- Erinnerungsmedaille in Gold der Universität für Musik und Darstellende Kunst Wien

Quellen: 

## Publikationen (Auswahl)
- Orgeln in Österreich. Schroll, Wien/München 1973 und 2. neubearbeitete Auflage 1983, ISBN 3-7031-0583-6.

## Diskografie (Auswahl)
- Wolfgang Amadeus Mozart: Requiem KV 426. Mit Irmgard Seefried, Gertrude Pitzinger, Richard Holm, Kim Borg, Wiener Symphoniker, Chor der Wiener Staatsoper, Dirigent: Eugen Jochum (Archiv Produktion; 1956)
- Aois Forer an der Orgel der Wiener Hofburgkapelle: Werke von Franz Schmidt. (EMI Electrola; 1972)
- Anton Bruckner: 7 Orgelwerke. Hoforganist Prof. Alois Forer an der Orgel der Wiener Hofburgkapelle. (Disco Club; o. J.)
- Fünf Jahrhunderte Orgelmeister der Wiener Hofburgkapelle. Werke von Isaac, Hofhaimer, Froberger, Muffat, Fux, Albrechtsberger, Mozart, Bruckner, Lechthaler (Elite spezial; o. J.)
- Alois Forer spielt auf der Innsbrucker Stadtsaal-Orgel Werke von Franz Schmidt (His Master’s Voice; o. J.)
- Organ Music in the Vienna Hofburgkapelle. Works by Albrechtsberger, David, Cabanilles, Langlais, Lübeck, Scarlatti & Schmidt (Musical Heritage Society; o. J.)
- Alois Forer spielt auf der Bruckner-Orgel zu St. Florian. Werke von Beethoven und Haydn (His Master’s Voice; o. J.)
- Orgelklänge aus St. Florian. Alois Forer auf der Brucknerorgel zu St. Florian. Werke von Bruckner, Schmidt, Beethoven, Haydn (His Master’s Voice; o. J.)
- Alois Forer an der Stadtsaal-Orgel zu Innsbruck. Wolfgang Amadeus Mozart: Fantasie KV 608 / Andante KV 616 / Adagio und Allegro KV 594 (Electrola; o. J.)